# Fred Matter
Pour les articles homonymes, voir Matter.
Alfred Ernest Matter dit Fred Matter ou Fred Matter-Steveniers, né le 7 janvier 1910 à Strasbourg et mort à Paris 13e le 14 juin 1979, est un photographe et cinéaste français.

## Biographie
Il est le fils d'un régisseur de théâtre, Louis Ernest Matter et de Marie Rohmer, une professeur de musique. 
Il se fait connaître en étant en 1934-1935, le photographe et cinéaste de l'expédition du commandant Jean-Baptiste Charcot lors de la première traversée du Groenland, en compagnie de Paul-Émile Victor qu'il accompagne dans son étude des Inuits d'Ammassalik. 
Son travail illustre des ouvrages sur l'Arctique et les mers australes tel le récit de Georges Blond, La grande aventure des baleines en 1958.
En 1936-1937, il participe comme photographe à une expédition dans le Haut-Amazone dirigée par Bertrand Flornoy avec le géographe Jean de Guébriant.

## Réalisateur
- 1938 : Quatre du Groenland[4]
- 1949 : El paso maldito
- 1964 : Secret de champion
- 1965 : Ski d'août

## Acteur
- Amère Victoire de Nicholas Ray, 1957 : Oberst Lutze